# بیالا چرکوا
بیالا چرکوا شهری در استان ولیکو ترنوو کشور بلغارستان است که جمعیت آن در سال ۲۰۰۱ میلادی ۲٬۹۵۲ نفر بوده‌است.